# سوسانا شاهوردووا
سوسانا نیکیتایی شاهوردووا (ارمنی: Սուսաննա Նիկիտայի Շահվերդովա؛ انگلیسی: Susanna Shahverdova زادهٔ ۱۷ مهٔ ۱۸۸۸ - درگذشته ) انقلابی، کارشناس آموزشی اهل ارمنستان بود.

## زندگی‌نامه
وی در ۱۷ مه ۱۸۸۸ در تفلیس به دنیا آمد . همچنین برندهٔ جوایزی همچون نشان لنین، نشان پرچم سرخ کار، نشان انقلاب اکتبر و دانشمند شایسته ارمنستان شوروی () شده است. تاریخ و محل درگذشت وی نامعلوم است.

## یادداشت
1. ↑  Docent title